# 富山県立新川みどり野高等学校
富山県立新川みどり野高等学校（とやまけんりつ にいかわみどりのこうとうがっこう、英: Toyama Prefectural Niikawa Midorino High School）は、富山県魚津市木下新にある公立の高等学校。

## 概要
県民カレッジ新川地区センターと定時制単位制高校が一体となった生涯学習校として、2001年（平成13年）に設立された高校である。
以前は富山県立新川女子高等学校であった。富山県内の高校が共学化していく中、学校改築予算が掛かり過ぎるという理由で共学にはならず、生涯学習校の道を辿ることになった。
校舎の所在地は魚津市木下新。グラウンドの所在地は黒部市田家新。

## 設置学科
- 普通科（昼間単位制I部・II部・夜間単位制）
- 福祉教養科（昼間単位制）

## 沿革

### 新川女子高等学校時代
- 1967年（昭和42年）
  - 2月28日 - 富山県条例第1号により富山県立新川女子高等学校（全日制家政科3学級[1]）が設置され、富山県立魚津高等学校校舎で発足。
  - 4月1日 - 開校式挙行。
  - 8月21日 - 建設場所が現在地の魚津市木下新川縁地内と黒部市田家新向川原地内にまたがる場所に決定する[2]。
- 1968年（昭和43年）
  - 3月26日 - 学校建設起工式挙行[3]。
  - 6月30日 - 校歌完成（作詞：江間章子、作詞：中田喜直）。
  - 10月11日 - 第1期工事竣工（管理室・普通教室など）。
  - 10月15日 - 富山県立魚津高等学校仮宿舎から新校舎（現在地）に移転。
- 1969年（昭和44年）
  - 3月26日 - 第2期工事竣工（家政科家庭科学科関係実習室・視聴覚室・図書室など）。
  - 同年時点での学科は家政科2学級、家庭科学科、衛生看護学科各1学級[4]。
- 1970年（昭和45年）3月31日 - 第3期工事竣工（理科衛生看護科関係実習室など）。
- 1971年（昭和46年）
  - 2月27日 - 校旗樹立式。
  - 10月21日 - 門柱除幕式。
  - 11月5日 - 校舎落成式挙行。
  - 12月18日 - 家庭科学科を募集停止し、普通科・家政科・衛生看護科の3学科となる。
- 1972年（昭和47年）
  - 1月12日 - 第1回戴帽式。
  - 4月 - 普通科2学級、家政科、衛生看護学科各1学級となる[4]。
- 1973年（昭和48年）6月18日 - 衛生看護科病院集中実習開始。
- 1974年（昭和49年）3月31日 - 家庭科学科廃止。
- 1975年（昭和50年）12月22日 - 家政科を募集停止し、普通科（3学級）・衛生看護科（1学級）の2学科となる[4]。
- 1978年（昭和53年）7月 - 里孫活動開始。
- 1988年（昭和63年）
- 3月28日 - セミナーハウス新樹館竣工。
- 10月5日 - セミナーハウス新樹館落成式挙行[5]。
- 1990年（平成2年）
  - 5月31日 - 全校一斉環境美化活動実施（以後毎年実施）。
  - 11月21日 - 運動場拡張改修工事（テニスコート造成）竣工。
- 1993年（平成5年）4月1日 - 普通科福祉コース設置。
- 1997年（平成9年）4月1日 - 3年普通科福祉コースでホームヘルパー3級課程講習開始（以後毎年実施）。
- 2000年（平成12年）4月1日 - 衛生看護科募集停止。
- 2001年（平成13年）
  - 3月27日 - 格技場完成。
  - 4月1日 - 普通科を募集停止し、定時制単位制高校に県民カレッジ新川地区学習センターを併設する富山県立新川みどりの高等学校に再編することを決定。
- 2002年（平成14年）3月1日 - 衛生看護科閉科式。
- 2003年（平成15年）
  - 3月1日 - 富山県立新川女子高等学校閉校式。
  - 3月31日 - 閉校。

### 新川みどり野高等学校時代
- 1999年（平成11年）10月29日 - 2001年（平成13年）度から新しいタイプの教育施設として、定時制単位制高校に県民カレッジ地区学習センターを併設する生涯学習校の設置を決定。
- 2000年（平成12年）4月1日 - 新川地区生涯学習校開設準備。
- 2001年（平成13年）
  - 1月1日 - 校名を富山県立新川みどり野高等学校、および専門学科名を福祉教養科とすることを決定し、富山県立新川みどり野高等学校設置。
  - 3月27日 - 格技場工事完成。
  - 4月1日 - 富山県立新川女子高等学校と併設して富山県立新川みどり野高等学校を開校。
  - 4月9日 - 開校式挙行。

## 部活動
- 運動部 - 軟式野球、陸上競技、卓球、ソフトテニス、バドミントン、バスケットボール、バレーボール、柔道、剣道
- 文化部 - 手芸・華道、茶道、音楽、軽音楽、書道、美術

## 校歌
作詞：奥野耕平、作曲：佐藤進

## アクセス
- 富山地方鉄道本線経田駅 徒歩約18分
- 富山地方鉄道バス（黒沢・大沢線）「新川みどり野高校」停留所
- あいの風とやま鉄道線黒部駅 徒歩約30分
- あいの風とやま鉄道線魚津駅 バス乗換約15分

## 出身者
- 沖田×華 - 漫画家

## リンク
- 富山県立新川みどり野高等学校